# Goliniec
Goliniec (niem. Hohberg, 524 m n.p.m.) – góra w południowo-zachodniej Polsce, w Sudetach Środkowych, w Górach Bardzkich, w masywie Garbu Golińca.

## Położenie i opis
Wzniesienie położone jest na północny zachód od wsi Łączna, w środkowej części pasma Garbu Golińca.
Goliniec to podłużne kopulaste wzniesienie, z niewyraźnie zaznaczonym szczytem i o wyraźnie podkreślonych zboczach – najwyższe wzniesienie w masywie Garbu Golińca.
Zbudowane jest ze skał metamorficznych wchodzących w skład metamorfiku kłodzkiego - łupków chlorytowych i chlorytowo-epidotowych z wkładkami wapieni krystalicznych (marmurów kalcytowych).
Góra częściowo pokryta lasem mieszanym, na zboczach łąki i pola uprawne.